# Barthel Beham

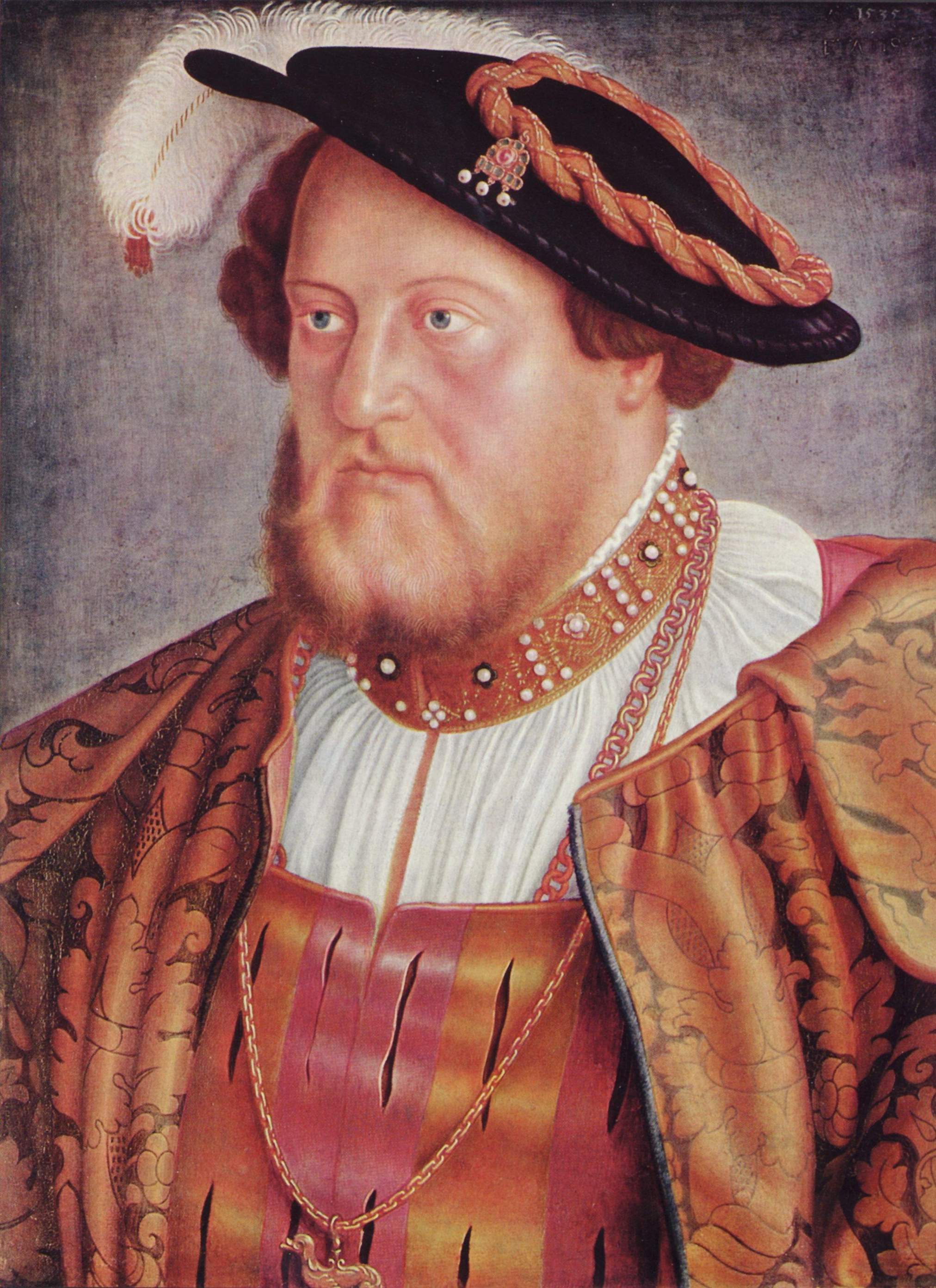
Retrato al óleo de Ottheinrich, Elector del Palatinado (Otto Enrique, hijo de Jorge el Rico, duque de Baviera), 1535, Alte Pinakothek.

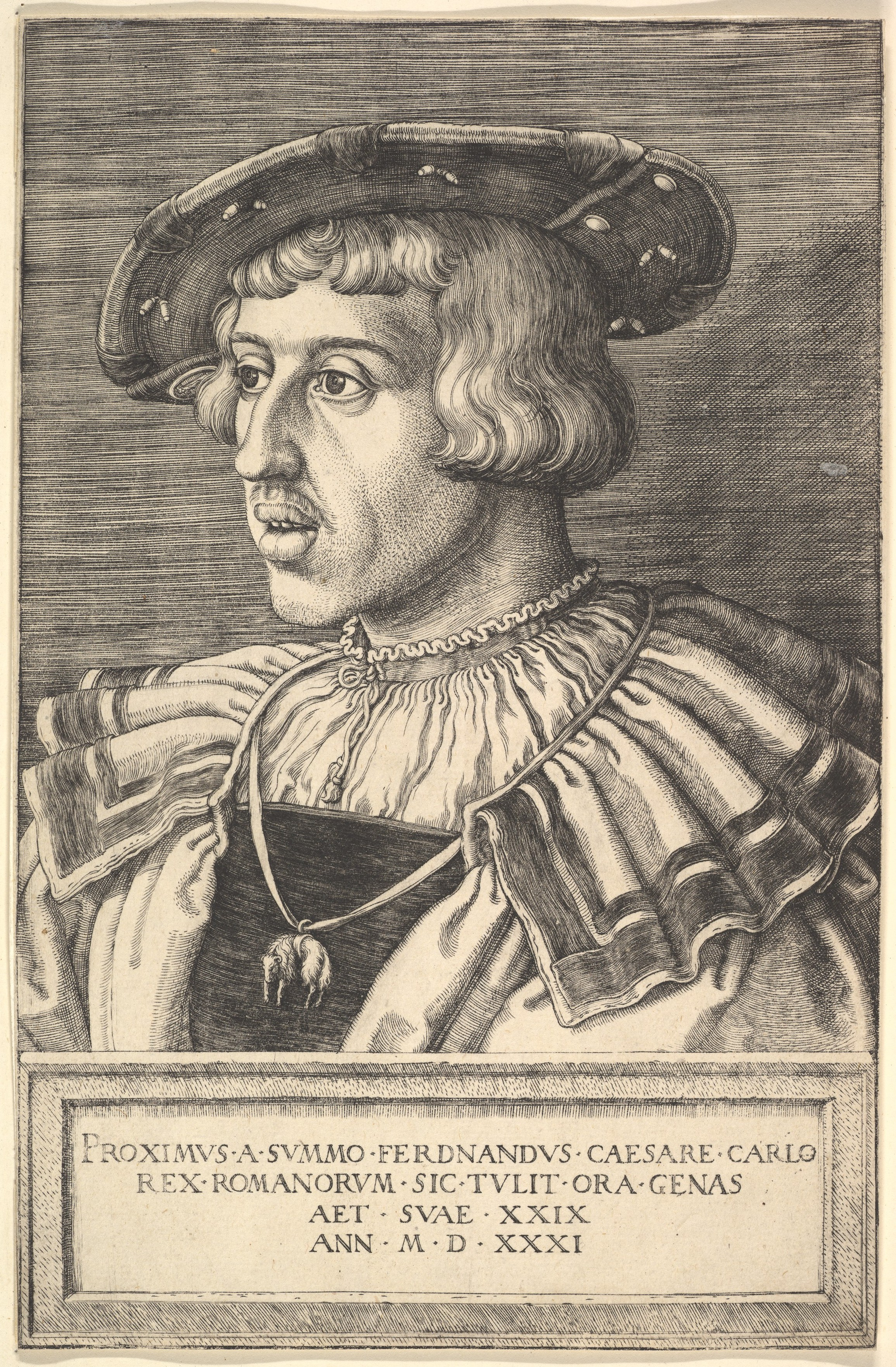
Retrato al grabado del Archiduque Fernando de Austria, 1531

Barthel Beham (o Bartel) (1502–1540) fue un grabador, pintor y miniaturista alemán.
Nació en una familia de artistas de Núremberg. Realizó su aprendizaje con su hermano mayor Hans Sebald Beham, y con Alberto Durero. Su mayor actividad como grabador se realizó durante los años 1520. El detallismo de sus obras le sitúa en la escuela de grabadores alemanes denominada Kleinmeister ("Pequeños Maestros"). Pudo haber viajado a Italia, donde habría trabajado con Marcantonio Raimondi en Bolonia y Roma, lo que explicaría su conocimiento del arte antiguo.
En 1525, junto con su hermano y con Georg Pencz (el grupo llamado "pintores sin Dios"), fue proscrito en Núremberg, ciudad que se encontraba en pleno desarrollo de la Reforma protestante. Se le acusaba de no creer en Cristo, el bautismo ni la transustanciación. Aunque más tarde fue perdonado, se trasladó a la ciudad católica de Múnich, donde trabajó para los duques de Baviera (Guillermo IV y Luis X). Allí demostró un talento extraordinario para el retrato y recibió encargos de los principales personajes de la época, como el emperador Carlos V.
Según Joachim von Sandrart, murió en Italia durante un viaje que realizaba bajo el patrocinio del duque Guillermo.
El Museo Thyssen-Bornemisza de Madrid conserva una pareja de espléndidos retratos de Beham, firmados y fechados en 1528, que distinguen muy bien el hacer del pintor que fue reconocido por sus retratos de más de medio cuerpo, se cree que sean el matrimonio establecido en Múnich compuesto por Ruprecht Stüpf y Úrsula Rudolph, no con absoluta certeza.